# せんだい演劇工房10-BOX
せんだい演劇工房10-BOX（せんだいえんげきこうぼう てんぼっくす）は、2002年に完成した公益財団法人 仙台市市民文化事業団が運営している宮城県仙台市若林区にある総合文化施設。

## 概要
演劇に関連する10の施設（劇場・稽古場・作業場など）がある本館「10-BOX」と、能舞台を設置している別館「能-BOX」があり、数多くの劇団・日本伝統芸能の公演を開催している。
公演以外では、各種講座・ワークショップや、2013年からは、本施設が主催してせんだい短編戯曲賞を開催している。

## 10-BOX
各種設備を揃えて80名収容の劇場として使用できる「box-1」から、稽古場として使用できる大きさの異なる複数の練習室、舞台セットなどを製作する作業場、チラシの作成などができる印刷室、演劇関連の書籍を揃えた資料室など10の施設があり、そのうち5施設（box-1から4と専有利用時のbox-7）は24時間利用できる。
施設
- box-1：劇場、117平方メートル（13.3m×8.8m 高さ4.3m）
- box-2：練習室、75.6平方メートル（8.8m×8.6m 高さ4.3m）
- box-3：練習室、61.6平方メートル（7m×8.8m 高さ4.6m）
- box-4：練習室、45.7平方メートル（5.2m×8.8m 高さ4.6m）
- box-5：練習室、104.2平方メートル（13.2m×7.9m 高さ5.3m）
- box-6：練習室、56平方メートル（8m×7m 高さ2.5m）
- box-7：作業場、109.1平方メートル（12.4m×8.8m 高さ4.3m）
- box-8：印刷室、29.2平方メートル（7.5m×3.9m）
- box-9：資料室、29.2平方メートル（7.5m×3.9m）
- box-10：事務室、77.4平方メートル（8.8m×8.8m）

アクセス 
- 仙台市地下鉄・東西線 卸町駅 北1 出口より徒歩10分
- 仙台市営バス「卸町二丁目」より徒歩7分、「卸町10-BOX前」より徒歩3分
- 仙台南インターチェンジ・泉インターチェンジから車で40分

## 能-BOX
仙台市に寄贈された個人所有の稽古用能舞台を、仙台卸商センター所有の倉庫に移設整備して2011年に別館として完成する。外観は銀色の倉庫そのままで中を改修して能舞台が設置されている。
施設
- 鉄骨造、平屋、床面積：258.56平方メートル（定員数：100名）
- 本舞台
- 楽屋、鏡ノ間

アクセス 
- 仙台市地下鉄・東西線 卸町駅 北1 出口より徒歩10分
- 仙台市営バス「卸町二丁目」より徒歩7分、「卸町三丁目・能-BOX前」すぐ前
- 仙台南インターチェンジ・泉インターチェンジから車で40分